# Kaksen paa Øverland
Kaksen paa Øverland, även Kaksen på Øverland, är en norsk svartvit stumfilm (drama) från 1920. Filmen regisserades av Gustav Adolf Olsen, som också skrev manus. Den var hans första och enda filmregi.
Filmen producerades av Nora Film Co. A/S med Olsen som produktionsledare. Den fotades av Johannes Bentzen och Hilmer Ekdahl och klipptes av Olsen. Premiären ägde rum den 27 oktober 1920 i Norge. Filmens engelska titel är Jackal.

## Handling
Den elake storbonden Guttorm omkommer i en fors. Hans ovän, bonden Aasmund blir anhållen som misstänkt för mordet och rymmer. Efter många år uppdagas att Aasmund är oskyldig och han återvänder hem. Det blir bröllop mellan Aasmunds son och Guttorms systerdotter.

## Rollista
- Pehr Qværnstrøm – Aasmund Venaas, spelman
- Amund Rydland – Gutorm Øverland
- Arthur Barking – näcken, Torgrim som vuxen
- Tove Bryn – huldra
- Kari Diesen – Ingerids och Aasmunds dotter
- Sigurd Eldegard – prästen
- Edel Eriksen – Kari, Gunlaugs dotter som barn
- Martin Gisti – Halvor, pojke på Øverland
- Alfred Helgeby – Fridtjof Bergh, en turist
- Jens Hetland – domare
- Harriet Krogh – Gunlaug, Gutorms syster
- Olav Lien – länsmannen
- Helga Balle Lund – Kari som vuxen
- John Raymond Olsen – Ingerids och Aasmunds son
- Olga Rydland – Hege, mjölkare på Øverland
- Erling Sande – Torgrim som barn
- Signe Heide Steen – Ingerid, Aasmunds fru